# 베를린 오스도르퍼 슈트라세역
베를린 오스도르퍼 슈트라세역(Bahnhof Berlin Osdorfer Straße)은 베를린 슈테글리츠첼렌도르프구 리히터펠데에 있는 철도역이다.

## 역사
현재의 오스도르퍼 슈트라세역 일대에 정거장 설치는 역 일대의 테르모메터지들룽(Thermometersiedlung) 주택 단지에 철도 교통을 공급하기 위하여 1970년대부터 계획되어 있었다. 오스도르퍼 슈트라세 도로 확장 이후 베를린과 독일국영철도와의 협약으로 철교와 선로간 간격을 넓히는 작업을 진행했지만 역사 신축은 진행되지 않았다. 1998년에 리히터펠데 오스트역-리히터펠데 쥐트역 구간을 재개통하면서 오스도르퍼 슈트라세역이 추가로 건설되었다. 섬식 승강장이 건설되어 있고, 북쪽과 남쪽 끝에 출입구가 설치되어 있으며 오스도르퍼 슈트라세의 양 방향으로 연결된다. 승강장 남쪽 통로는 유리 지붕이 건설되어 있다.
2015년 말부터 1인 승무용 ZAT-FM이 도입되었다.

## 인접 정차역
| 베를린 S반                            | 베를린 S반 | 베를린 S반                       |
| ------------------------------------- | ---------- | -------------------------------- |
| 리히터펠데 오스트 헤니히스도르프 방면 | S25        | 리히터펠데 쥐트 텔토 슈타트 방면 |
| 리히터펠데 오스트 블랑켄부르크 방면   | S26        | 리히터펠데 쥐트 텔토 슈타트 방면 |